# Vyšné Rakytovské pliesko
Vyšné Rakytovské pliesko nebo Rakytovské plieska II je morénové jezero v dolní části Furkotské doliny ve Vysokých Tatrách na Slovensku. Má rozlohu 0,1310 ha a je 55 m dlouhé a 33 m široké. Dosahuje maximální hloubky 2,1 m. Leží v nadmořské výšce 1307 m. Nazývalo se také Malé Rakytovské pleso nebo Richthofenovo pliesko. Pod jménem Vyšné Rakytovské pliesko bylo dříve známé také Nižné Smrekovické pliesko.

## Okolí
Přibližně 300 m jihovýchodně se nachází vrchol Rakytovec a 2,4 km na západ Štrbské pleso.

## Vodní režim
Barva vody je žlutohlinitá. Pleso nemá povrchový přítok ani odtok. Při nízkém stavu vody se rozpadá na dvě části, ze kterých jen v severní o průměru přibližně 20 m zůstává voda. Náleží k povodí Furkotského potoka jež je přítokem Bílého Váhu. Rozměry jezera v průběhu času zachycuje tabulka:
| Rok     | Měření prováděl   | Rozloha ha | Délka m | Šířka m | Hloubka max.m | Objem m³ |
| ------- | ----------------- | ---------- | ------- | ------- | ------------- | -------- |
| 1935    | Józef Szaflarski  | 0,138      | 53      | 34      | 0,9           | [ 3 ]    |
| 1961–67 | pracovníci TANAPu | 0,132      | 55      | 33      | 2,3           | [ 3 ]    |
| 2005    | Gregor, Pacl      | 0,1310     | [ 3 ]   | [ 3 ]   | 2,1           | 1306     |

## Přístup
Pleso není veřejnosti přístupné. Vede k němu neznačená stezka, která odbočuje ze zelené turistické značky vedoucí na západ od Štrbského plesa, od kterého je vzdálené přibližně 1 hodinu cesty.